# Retrat d'un frare dominic o trinitari
El Retrat d'un Frare dominic o trinitari és una obra d'El Greco, datada cap a 1600-1605, actualment al Museu del Prado de Madrid. Està catalogat amb el número 138 al catàleg raonat d'obres d'El Greco, realitzat per l'especialista Harold Wethey.

## Temàtica de l'obra
Comenta Manuel B. Cossío que han arribat fins als nostres dies quatre retrats de frare, obres d'El Greco, tot i que, segons aquest autor, són només tres les persones retratades, i totes aquestes obres semblen estudis directes del model viu.

## Anàlisi de l'obra
Segurament aquesta obra és un fragment o bé un esbós per a un retrat més gran. Es desconeix la resta de l'hàbit d'aquest personatge, per la qual cosa no es pot saber si pertanyia a l'orde dels Predicadors (ordre dominicana) o a l'orde Trinitari.
El rostre del personatge està enmarcat pel coll blanc sobre la vestimenta, que ressalta sobre el fons obscur mercès a una intensa il·luminació frontal. Els ulls són perfilats sota les celles arquejades. Sobre el front, ampli i clar, es dibuixa un cabell curt i un tant esclarissat, lleugerament grisós. Porta patilles fines, així com un bigoti i una perilla incipients. La obra sembla de la producció tardana d'El Greco, amb una modulació vibrant d'ocres, grisos i taronges que dona a la cara del personatge un modelat vívid.
Tot i que aquest llenç és atribuït a El Greco per autors tan exigents com H.E. Wethey, aquesta atribució és qüestionada per certs detalls. El perfil dret del rostre està realitzat mitjançant una fina línia fosca. El Greco realitzava aquesta operació directament sobre la preparació de la tela, de color vermellós. En aquest retrat, es tracta d'una imitació d'aquest recurs pictòric, ja que està fet sobre la carnació ocre. A més, és de color gris i no del negre intens utilitzat pel mestre, i és difuminat, sense la resolució contundent del retrats autògrafs. Tampoc són gaire convincents les petites pinzellades vermelloses aplicades a l'orella del personatge. Mentre que el Greco aplicava aquests últims tocs per al modelatge d'algunes zones de la cara, en aquest cas més aviat semblen una simulació dels usos del cretenc.

## Procedència
- Convent del Rosario, Madrid, 1813;
- llegat de Pablo Bosch y Barrau, 1916.